# 산테 가이아르도니

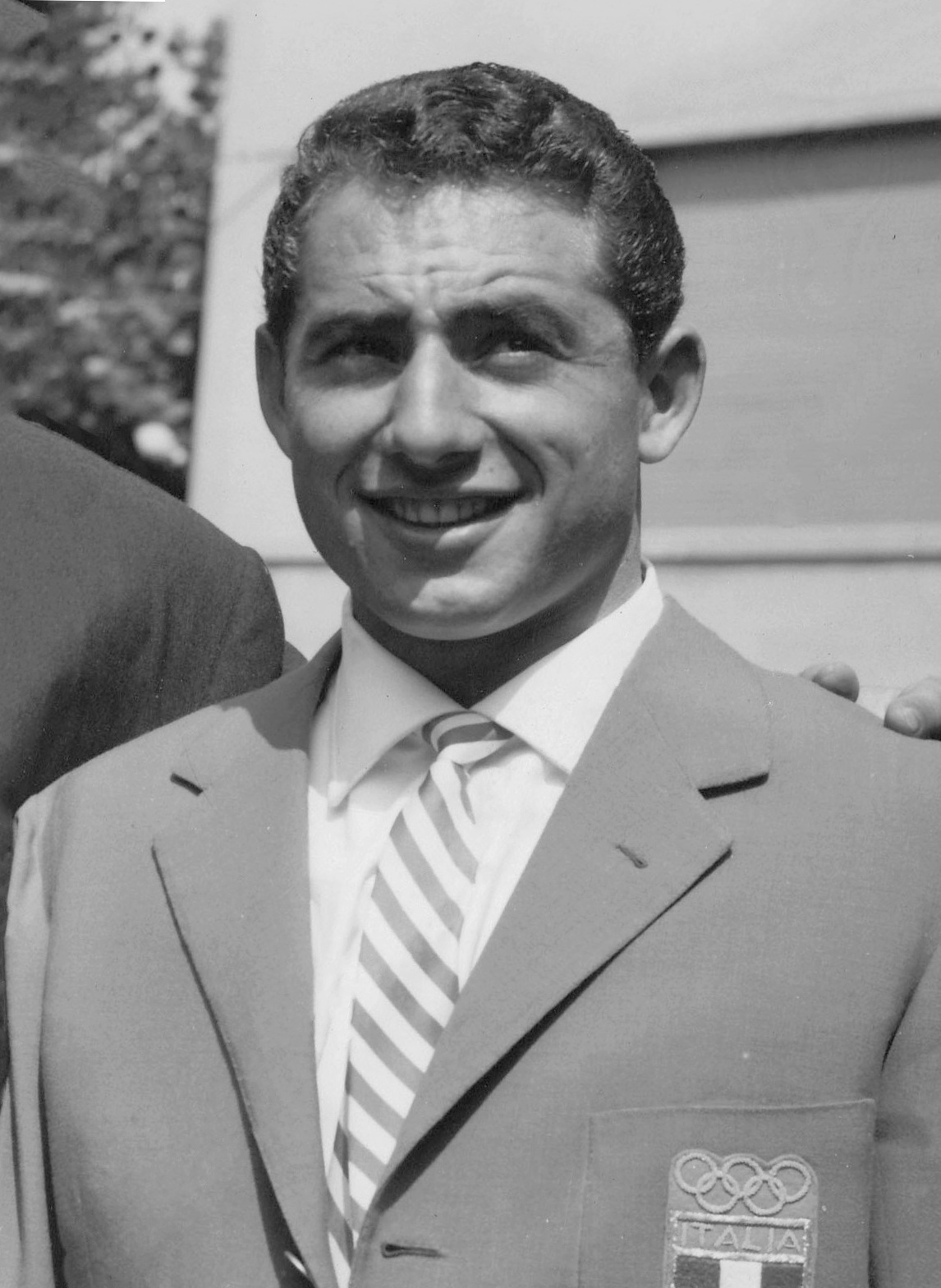
1960년 올림픽 당시 모습

산테 가이아르도니(Sante Gaiardoni, 1939년 6월 29일 ~ 2023년 11월 30일)는 이탈리아의 사이클리스트였다. 1960년 로마 올림픽에서 1000m 타임 트라이얼과 1000m 스프린트에서 두 개의 금메달을 획득했다. 1958년부터 1970년까지 그는 UCI 트랙 사이클링 세계 선수권 대회 스프린트 종목에서 금메달 2개, 은메달 4개, 동메달 2개를 획득했다.